# Cranioleuca albiceps
El curutié coronado o cola-espina de corona pálida (Cranioleuca albiceps), es una especie de ave paseriforme de la familia Furnariidae perteneciente al género Cranioleuca. Es nativa de la región andina del centro oeste de América del Sur.

## Hábitat y distribución
Se distribuye por la pendiente oriental de los Andes desde el extremo sur de Perú, hasta el centro de Bolivia.
Esta especie es considerada bastante común en su hábitat natural: el estrato bajo y los bordes de bosques húmedos montañosos tropicales y subtropicales, entre 2400 y 3300 m de altitud. Su población no ha sido aún cuantificada, pero se considera bastante común y estable.

## Sistemática

### Descripción original
La especie C. albiceps fue descrita por primera vez por los naturalistas franceses Alcide d'Orbigny y Frédéric de Lafresnaye  en 1837 bajo el nombre científico «Synallaxis albiceps»; la localidad tipo es: «Sicasica, La Paz, Bolivia».

### Etimología
El nombre genérico femenino «Cranioleuca» se compone de las palabras del griego «κρανιον kranion»: cráneo, cabeza, y «λευκος leukos»: blanco, en referencia a la corona blanca de la especie tipo: Cranioleuca albiceps; y el nombre de la especie «albiceps», se compone de las palabras del latín «albus»: blanco  y «ceps»: de cabeza; significando «de cabeza blanca».

### Taxonomía
La presente especie está hermanada con el par formado por Cranioleuca marcapatae y C. weskei. La subespecie discolor intergrada con la subespecie nominal en Ayopaya, en Cochabamba, Bolivia.

### Subespecies
Según las clasificaciones del Congreso Ornitológico Internacional (IOC) y Clements Checklist/eBird v.2019 se reconocen dos subespecies, con su correspondiente distribución geográfica:
- Cranioleuca albiceps albiceps (d’Orbigny & Lafresnaye, 1837) – Andes del extremo sur de Perú (sur de Puno) y norte de Bolivia (La Paz, oeste de Cochabamba).
- Cranioleuca albiceps discolor J.T. Zimmer, 1935 – Andes del centro de Bolivia (Cochabamba, oeste de Santa Cruz).